# Església Unida del Bacó
L'Església Unida del Bacó (en anglès: United Church of Bacon) és una església de filosofia atea i escèptica els principals objectius de la qual són el progrés social i reunir diners per a causes benèfiques, fundada el 2010, per John Whiteside i diversos amics seus. L'església ofereix tota mena de serveis religiosos tradicionals, com ara casaments, batejos, i funerals. El seu fundador va triar un nom estrany per a l'església, i la seva creença en la bacó, com a crítica social al fet que totes esglésies, vist des de fora, pot semblar que tinguin creences estranyes. L'església s'oposa als privilegis especials cap a les religions perquè les persones religioses ja són (o se senten), d'alguna manera, superiors per tenir creences estranyes. L'església promou separació d'església i estat, educació de base científica i pensament crític, així com el cessament de la discriminació contra els ateus. El símbol oficial de l'organització és dues peces de bacó resant amb el sol al darrere.

## Fundació
L'Església del Bacon va ser fundada durant una trobada a la casa de Penn Jillette el 2010, per lluitar contra la discriminació cap als ateus. El llançament oficial fou l'Amaz!ng Meeting, de 2012. Creuen en ateisme pràctic i la no creença en l'existència de déus. Van triar un nom graciós amb l'argument que el bacó és demostrablement real mentre que Déu és imperceptible per l'ull. La declaració de missió de l'Església és «Oh Bacó, ple de greix, el Sagí és amb tu.»

## Principis
El criteri principal per a unir-se com a membre és que s'ha d'adorar l'olor del bacó, que també pot ser de gall dindi o bé bacó vegetarià.
El codi major són els 8 manaments del bacó (anteriorment 9):
1. Sigues escèptic
2. Respecteu els límits
3. Normalitza els Ateus i la Religió
4. Passa-ho bé
5. Sigues bo
6. Sigues generós
7. Adora el bacó
8. Defensa els impostos justos per a l'església

El 9è manament era al principi «Paga Impostos», però després el varen canviar.

## Activisme
L'Església Unida del Bacó és una església de paròdia filosòfica que ha recolzat o organitzat diverses causes com combatre la discriminació envers els ateus, la lluita per a separació d'església i estat o la igualtat en el matrimoni.
El 2015, Wells Fargo li va denegar serveis notarials a l'EUB, fet pel qual va obtenir l'atenció internacional. El fundador de l'església més tard va registrar set de les onze branques de Wells Fargo negant simples serveis notarials. Wells Fargo va canviar discretament la seva pòlissa notarial el 2016, i des de llavors l'EUB té no ha tingut cap problema amb ells.
L'Església Unida de Bacó compta actualment amb més de 3700 clergues. La sol·licitud de clergat és gratuïta i, si està aprovada, el clergat de l'EUB no pot cobrar pels seus serveis. En comptes d'això, es recomana als clergues que demanin a qui rebin els serveis que faci una donació a l'entitat benèfica que triï o d'una llista al seu lloc web. L'EUB no té cap afiliació amb cap de les organitzacions benèfiques recomanades.

## Cartells
L'EUB ha publicat cartells publicitaris a Las Vegas, per tal de difondre la consciència de si mateixa i de diversos missatges ateus i escèptics. Aquestes cartelleres han creat una discussió a diverses plataformes de xarxes socials sobre l'església i el seu missatge.

### Juny 2015
Aquesta cartellera presentava una cita de Thomas Paine per lluitar contra la discriminació contra els ateus. La cita diu: «La infidelitat és dir que et creus alguna cosa quan no ho fas».

### Abril 2015
Una de les primeres cartelleres es va col·locar l'abril de 2015, coincidint amb la protesta de l'EUB de Wells Fargo per la discriminació religiosa. Hi figurava el logotip de l'EUB i la frase «el bacó és el nostre déu perquè el bacó és real». La cartellera es va mostrar a 4 llocs diferents de Las Vegas.

### Desembre 2015
El desembre de 2015 van publicar un cartell que deia «Bon Nadal i feliç Hanukkà de part de més de 13.000 ateus i escèptics de l'Església Unida de Bacó».

### Febrer 2014
La primera cartellera de l'Església Unida de Bacó es trobava en una tanca publicitària digital giratòria al llarg de l'autopista 215 a Las Vegas. Mostrava 2 cometes en pantalles rotatives de 8 segons.